# Шахазизян, Саркис Левонович
Саркис Левонович Шахазизян (арм. Սարգիս Շահազիզյան, 23 августа 1951, Аштарак) — армянский политический и государственный деятель.

## Биография
В 1968—1973 годах обучался на географическом факультете Ереванского государственного университета. В 1971—1972 годах — староста пионерского лагеря в Аштараке.
В 1972—1973 годах — рабочий на «Армгосшинпроект». В 1973—1974 годах — инженер в географическом содружестве. В 1974—1977 годах — инженер в институте географии НА Армении. В 1977—1978 годах — лаборант в Ереванском государственном университете.
В 1978—1981 годах — заместитель второго секретаря комитета ЛКСМ. В 1981—1985 годах — руководитель отдела по устроению выпускников ЕГУ. В 1985—1994 годах — начальник отдела по учебной работе ЕГУ.
В 1994—1997 годах — советник в посольстве Армении в РФ. В 1997—1998 годах — министр экологии Армении, советник премьер-министра. С 1998 по 2007 год — проректор Ереванского государственного университета по хозяйственной части.
Советник директора НИИ Геологии Национальной Академии Наук Армении.